# Maison canoniale du Curé de Tours
La maison canoniale du Curé de Tours est un hôtel particulier situé à Tours dans le Vieux-Tours, au 8 rue de la Psalette. Le monument fait l’objet d’un classement au titre des monuments historiques depuis 1960.